# Stains-all
Stains-all (englisch färbt Alles, 1-Ethyl-2-[3-(1-ethylnaphto[1,2-d]thiazolin-2-yliden)-2-methyl-propenyl]naphto[1,2-d]thiazoliumbromid) ist ein Carbocyanin-Farbstoff, der anionische Proteine, Nukleinsäuren, anionische Polysaccharide und andere anionische Moleküle färbt.

## Eigenschaften
Stains-all besitzt metachromatische Eigenschaften, da es nach Bindung an ein negativ geladenes Molekül je nach Kontakt seine Farbe ändert. Die Nachweisgrenze für Phosphoproteine liegt bei unter 1 ng nach einstündiger Färbung, für anionische Polysaccharide zwischen 10 und 500 ng. Stark anionische Proteine werden blau, Proteoglykane lila und anionische Proteine rosa gefärbt. Weiterhin wird RNA mit einer Nachweisgrenze von 90 ng blaulila und DNA mit einer Nachweisgrenze von 3 ng blau gefärbt. Stains-all ist lichtempfindlich, weshalb die Färbung mit Stains-all in Abwesenheit von Licht durchgeführt und anschließend umgehend fotografisch dokumentiert wird. Die Färbung von anionischen Proteinen kann durch eine anschließende Silberfärbung dauerhaft gemacht werden kann, die ohne Vorbehandlung nur schlecht mit Silber gefärbt werden können. Das Analogon Ethyl-Stains-all besitzt ähnliche Eigenschaften wie Stains-all, mit Unterschieden in der Löslichkeit und den färbenden Eigenschaften.

## Anwendungen
Stains-all färbt unter anderem Nukleinsäuren, anionische Proteine, anionische Polysaccharide wie Alginsäure und Pektinsäure, Hyaluronsäure und Dermatansulfat, Heparin, Heparansulfat und Chondroitinsulfat. Daher wird es in der Biochemie unter anderem zur SDS-PAGE, Agarose-Gelelektrophorese und in der histologischen Färbung eingesetzt, z. B. zur Färbung von Wachstumslinien in Knochen.